# フィシュト・オリンピックスタジアム
フィシュト・オリンピックスタジアム（Fisht Olympic Stadium）は、2014年ソチオリンピックのメイン競技場。収容人数は4万人。愛称はフィシュト（露: Фишт）。近くにあるコーカサス山脈 (カフカス山脈) のフィシュト山（Mount Fisht）に由来しており、競技場の屋根の形もフィシュット山の頂をイメージしたデザインとなっている。

## 概要
2007年に開催されたIOC総会でソチオリンピックの開催決定により建設が始まった。ソチオリンピックでは開閉会式が、ソチパラリンピックでは開会式の会場として使用された。 また、ロシアで開催FIFAコンフェデレーションズカップ2017や2018 FIFAワールドカップでも会場の一つとして使用された。大会期間中はフィシュト・スタジアムと呼ばれた。

## ギャラリー

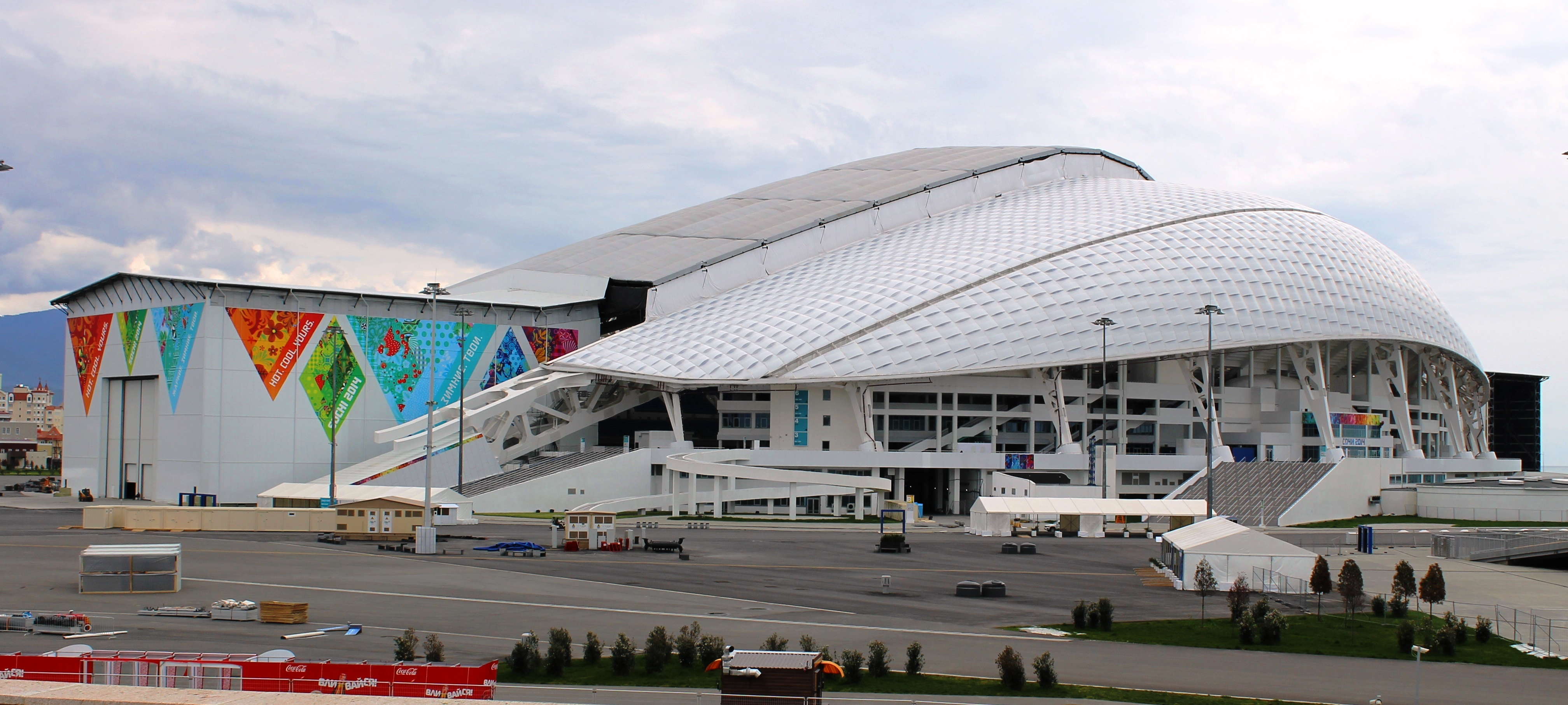
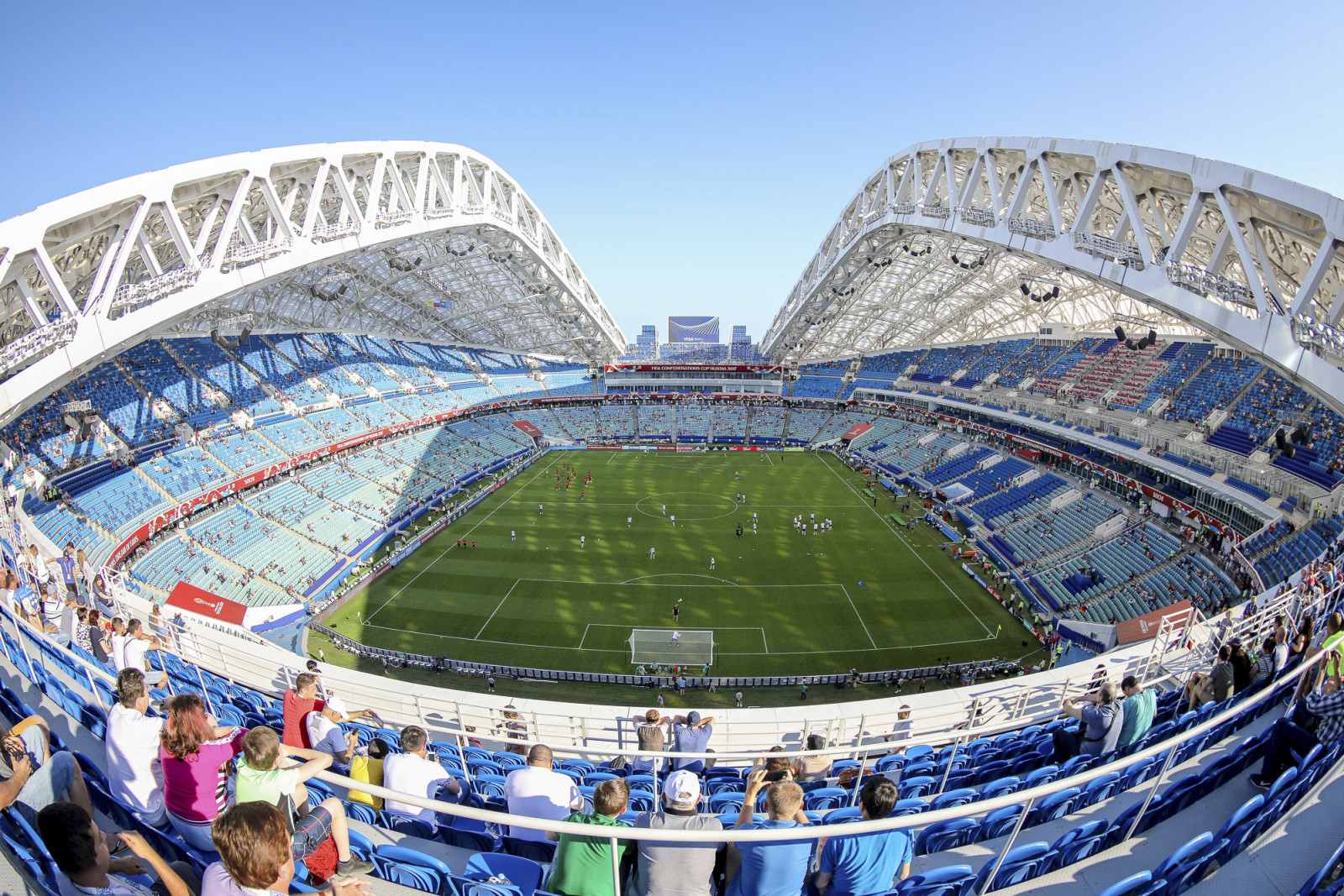
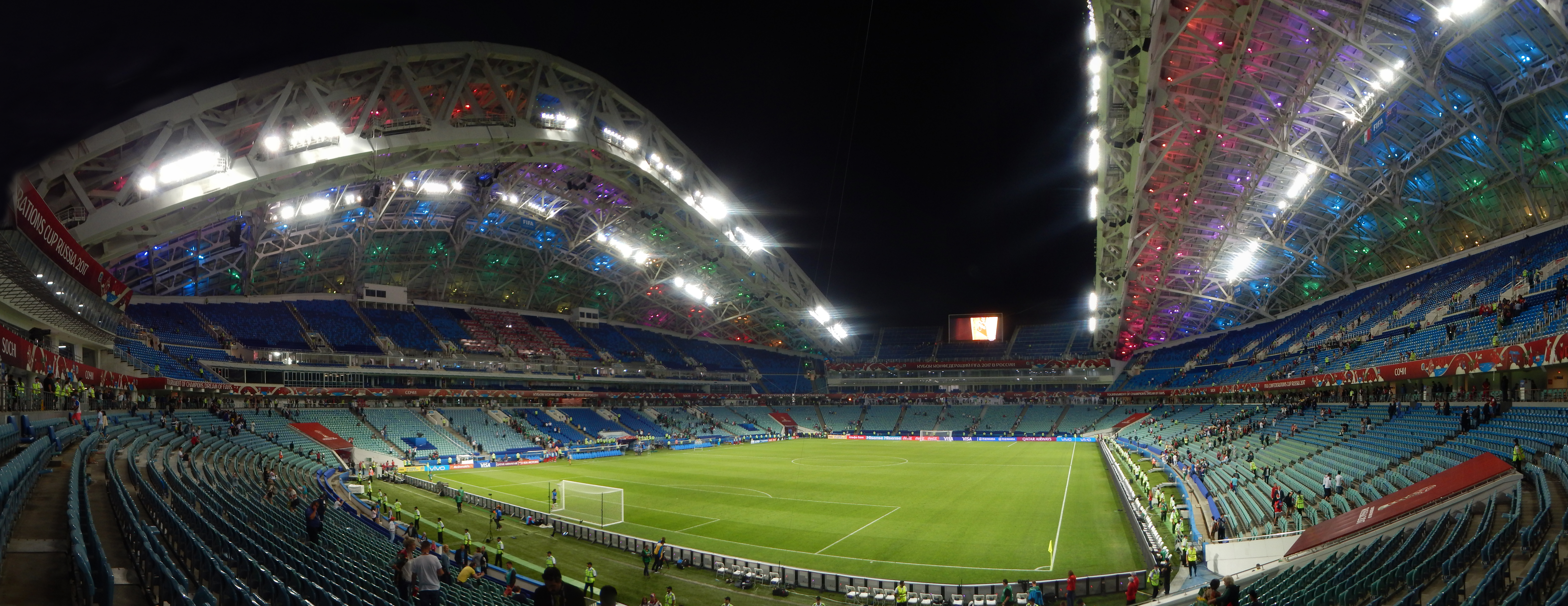
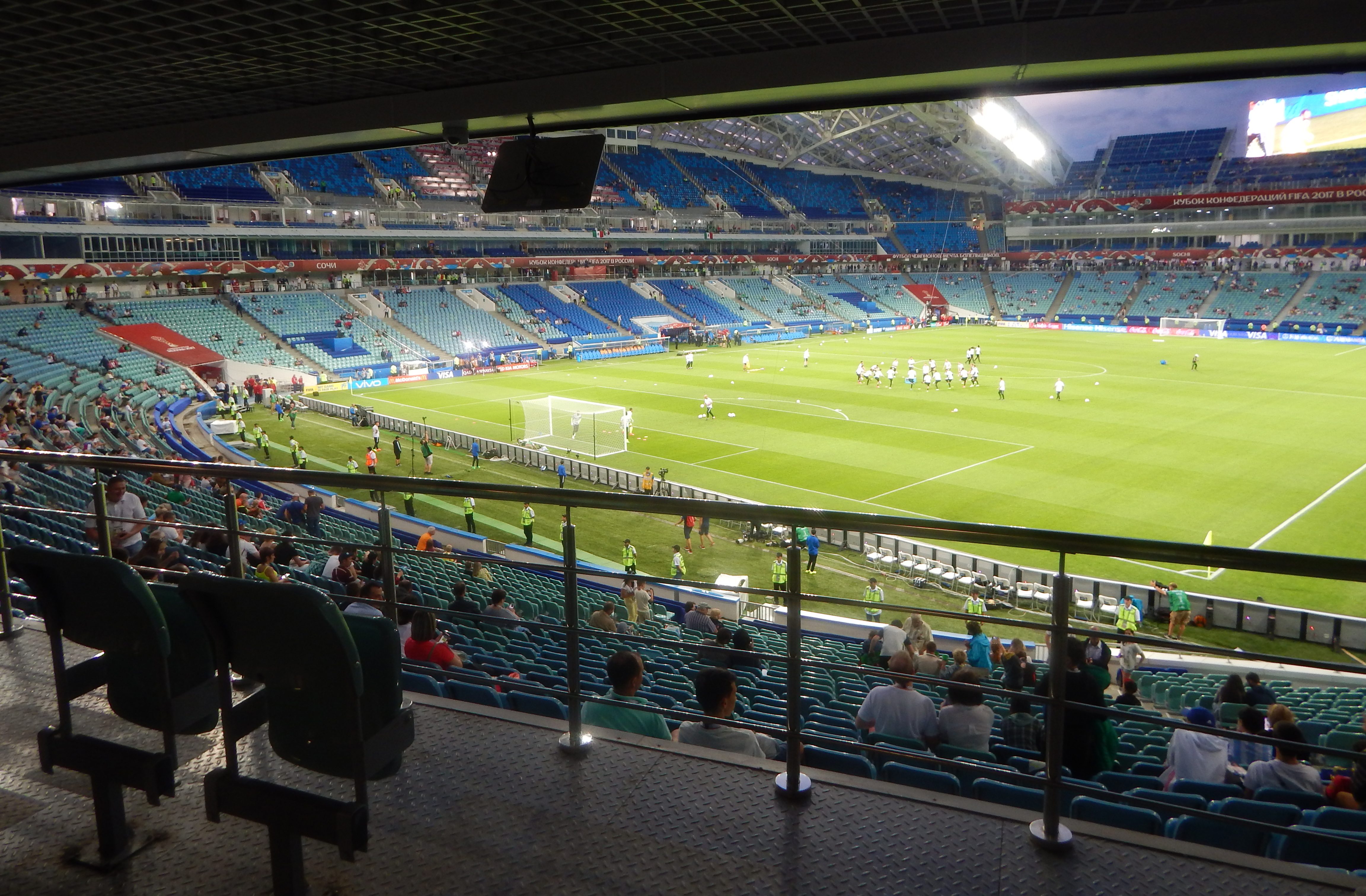

## 2017 FIFAコンフェデレーションズカップ
| 開催日  | 時間(UTC+3) | チーム#1       | 結果 | チーム#2         | ラウンド | 観衆   |
| ------- | ----------- | -------------- | ---- | ---------------- | -------- | ------ |
| 6月19日 | 18:00       | オーストラリア | 2–3  | ドイツ           | Group B  | 28,605 |
| 6月21日 | 21:00       | メキシコ       | 2–1  | ニュージーランド | Group A  | 25,133 |
| 6月25日 | 18:00       | ドイツ         | 3–1  | カメルーン       | Group B  | 30,230 |
| 6月29日 | 21:00       | ドイツ         | 4–1  | メキシコ         | 準決勝   | 37,923 |

## 2018 FIFAワールドカップ
| 開催日  | 時間(UTC+3) | チーム#1       | 結果                  | チーム#2     | ラウンド   | 観衆   |
| ------- | ----------- | -------------- | --------------------- | ------------ | ---------- | ------ |
| 6月15日 | 21:00       | ポルトガル     | 3–3                   | スペイン     | Group B    | 43,866 |
| 6月18日 | 18:00       | ベルギー       | 3–0                   | パナマ       | Group G    | 43,257 |
| 6月23日 | 21:00       | ドイツ         | 2–1                   | スウェーデン | Group F    | 44,287 |
| 6月26日 | 17:00       | オーストラリア | 0–2                   | ペルー       | Group C    | 44,073 |
| 6月30日 | 21:00       | ウルグアイ     | 2–1                   | ポルトガル   | ラウンド16 | 44,287 |
| 7月7日  | 21:00       | ロシア         | 2–2 (延長) (3–4 PK戦) | クロアチア   | 準々決勝   | 44,287 |

## アクセス
- オリンピックパーク駅から徒歩約23分（1.9km）[16]